# 牧野英二
牧野 英二（まきの えいじ、1948年8月9日 - ）は、日本の哲学者。法政大学名誉教授。文学部長、教学改革本部会議議長、市ヶ谷再開発本部補佐等を務める。その後、ドイツ連邦共和国ルーア大学（ボーフム大学）ディルタイ研究所客員研究員、台湾・中央研究院中国文哲研究所招聘研究員。
また横浜国立大学教育学部、京都大学大学院文学研究科、上智大学大学院文学研究科、早稲田大学文学部、日本大学法学部、東京電機大学理工学部等の非常勤講師を歴任。岩波書店版『カント全集』編集委員、法政大学出版局版『ディルタイ全集』編集代表。

## 経歴
静岡県駿東郡清水町出身。1980年法政大学大学院人文科学研究科博士課程満期退学。1990年「カント純粋理性批判の研究」で法政大学文学博士。法政大学文学部助教授、教授。2019年3月、定年退職。法政大学名誉教授。法政大学名誉賛助員。日本カント協会会長・日本ディルタイ協会会長・日本哲学会委員（旧制度）・理事・評議員、日本倫理学会評議員、法政哲学会会長。社会活動では、埼玉県入間郡毛呂山町および埼玉県毛呂山・越生・鳩山の複数の審査会会長。

## 著書
- 『カント純粋理性批判の研究』法政大学出版局 1989
- 『遠近法主義の哲学 カントの共通感覚論と理性批判の間』弘文堂 1996
- 『カントを読む ポストモダニズム以降の批判哲学』岩波セミナーブックス 2003。新装版「岩波人文書セレクション」 2014
- 『崇高の哲学 情感豊かな理性の構築に向けて』法政大学出版局 《思想・多島海》シリーズ 2007
- 『和辻哲郎の書き込みを見よ! 和辻倫理学の今日的意義』法政大学出版局 2010
- 『「持続可能性の哲学」への道 ポストコロニアル理性批判と生の地平』法政大学出版局 2013
- 『京都学派とディルタイ哲学』法政大学出版局、2024

### 共編著
- 『カント読本』浜田義文編 法政大学出版局 1989
- 『近世ドイツ哲学論考 カントとヘーゲル』浜田義文共編 法政大学出版局 1993
- 『カント 現代思想としての批判哲学』大橋容一郎・中島義道共編 情況出版 1994
- 『ディルタイと現代 歴史的理性批判の射程』西村晧・舟山俊明共編 法政大学出版局 2001
- 『カントの「先験的演繹論」』廣松渉・野家啓一・松井賢太郎共著 世界書院 2007
- 『地域とともに ある夫婦の歩み三十年』牧野千歳共著 未知谷 2008
- 『グローバル・エシックスを考える』寺田俊郎・舟場保之編 梓出版社 2008
- 『カントを学ぶ人のために』有福孝岳共編 世界思想社 2012
- 『持続可能性の危機　地震・津波・原発事故災害に向き合って』長谷部俊治・舩橋晴俊編 御茶の水書房 2012
- Kant und die Philosophie in Weltbürgerlicher Absicht,Bd.1.Stefano Bacin,Alfredo Ferrarin, Claudio La Rocca,Margit Ruffing, DE GRUYTER 2013
- 『西洋政治思想資料集』 杉田敦・川崎修編 法政大学出版局 2014
- 『現代日本の四つの危機』斎藤元紀編 講談社 2015
- 『東アジアのカント哲学 日韓中台における影響作用史』牧野英二編 法政大学出版局 2015
- Kantian Philosophy in East- Asia, National Taiwan University Press 2016
- Peace in the East, Chapter 9, Lexington Books 2017
- 『龍谷大学社会科学研究所叢書』第116巻「歴史の沈黙と歴史の記憶」明石書店 2017
- 『新・カント読本』牧野英二編 法政大学出版局 2018
- Towards Asian Community Peace through Education, Ashi-Shobo 2018
- 『アジア共同体へ向かって －教育を通じた平和ー』 芦書房 2018年
- 『哲学の変換と知の越境 伝統的思考法を問い直すための手引き』牧野英二・小野原雅夫・山本英輔・齋藤元紀編 法政大学出版局 2019

### 翻訳
- エルンスト・カッシーラー『カントの生涯と学説』門脇 卓爾 ・浜田 義文・高橋 昭二共監訳 みすず書房 1986
- 『カント全集 8・9　判断力批判』岩波書店 1999-2000
- インゲボルク・マウス『啓蒙の民主制理論 カントとのつながりで』浜田義文共監訳、法政大学出版局 叢書・ウニベルシタス 1999
- 『ディルタイ全集 1　精神科学序説〈1〉』編集・校閲 法政大学出版局 2006
- トム・ロックモア『カントの航跡のなかで 二十世紀の哲学』監訳 斎藤元紀・平井雅人・松井賢太郎・近堂秀訳　法政大学出版局 叢書・ウニベルシタス 2008
- 『ディルタイ全集 8　近代ドイツ精神史研究』山本英輔ほか共訳 法政大学出版局 2010

## 参考
- ISBN 978-4-89642-227-6